# Monga do Playcenter
Monga do Playcenter foi uma atração do extinto parque de diversões brasileiro, o Playcenter, inaugurada no ano de 1974. Trata-se da mais célebre das atrações chamadas de mulheres-macaco ou mulheres-gorila que, na década de 1980, eram um fenômeno no país. O termo "Monga", por sua vez, virou um sinônimo dos shows de ilusão que transformavam mulheres em macacos. No Playcenter, a atração existiu por mais de uma década, até ser destruída num incêndio em junho de 1988.

## Histórico
No Playcenter, a atração era operada desde 1973 em parceria com Romeu del Duque, um pequeno empresário de espetáculos itinerantes. Em 2012, quando o próprio Playcenter encerrou as atividades, Romeu Del Duque, então com 67 anos, lamentou pelo fim de seu antigo local de trabalho, onde conduziu a atração da Monga por 12 anos consecutivos.